# Tubajon
Tubajon é um município de  quinta classe de renda municipal (d) na província Ilhas de Dinagat, nas Filipinas. De acordo com o censo de 1 de maio  de  2020 possui uma população de 8 119 pessoas e 1 971 domicílios.